# Tamara Pawlowna Garkuschina

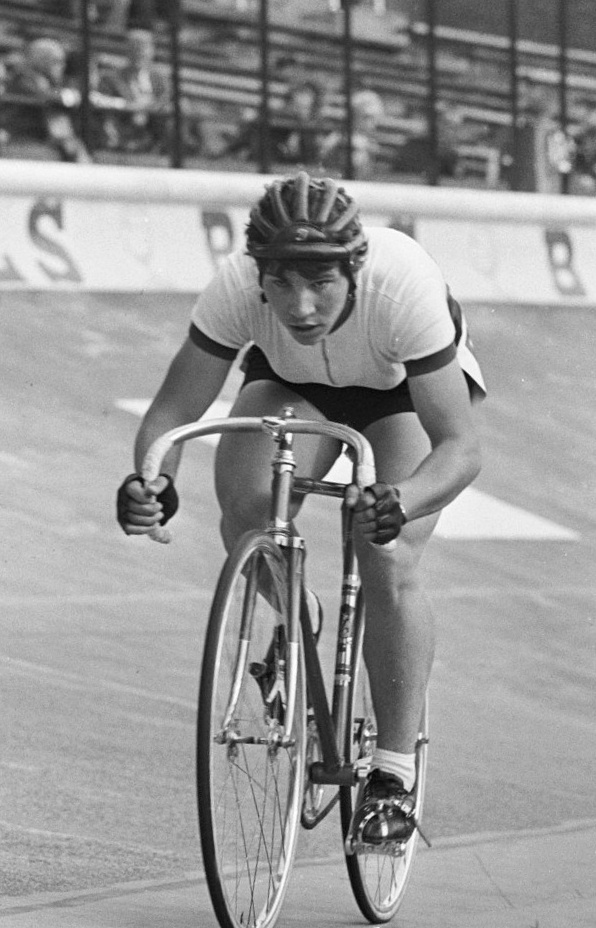
Tamara Garkuschina (1967)

Tamara Pawlowna Garkuschina (russisch Тамара Павловна Гаркушина; * 1. Februar 1946 in der Oblast Lipezk) ist eine ehemalige russische Bahnradsportlerin und sechsfache Weltmeisterin.
1967 wurde Tamara Garkuschina erstmals Weltmeisterin in der Einerverfolgung. Diesen Erfolg konnte sie bis 1974 fünfmal wiederholen. 1969 wurde sie zudem Vize-Weltmeisterin in dieser Disziplin. Während ihrer Laufbahn holte sie 14 nationale Titel im Bahnradsport. Sie startete für den Verein SKDA Moskau.